# Zenon Szordykowski
Zenon Szordykowski (Polonia, 6 de julio de 1947) es un atleta polaco retirado especializado en la prueba de 4x720 m, en la que consiguió ser medallista de bronce europeo en pista cubierta en 1972.

## Carrera deportiva
En el Campeonato Europeo de Atletismo en Pista Cubierta de 1972 ganó la medalla de bronce en los relevos de 4x720 metros, con un tiempo de 6:27.6 segundos, llegando a meta tras Alemania Occidental (oro) y la Unión Soviética (plata).